# Nidoking
Nidoking (japanski: ニドキング Nidokingu) jedan je od 1025 fiktivnih vrsta Pokémona iz medijske franšize Pokémon, skupa Pokémon videoigara, animiranih serija, manga stripova, knjiga, igraćih karata i drugih medija kojima je tvorac Satoshi Tajiri. Svrha je Nidokinga u videoigrama, animiranoj seriji i manga stripovima, kao i svrha ostalih Pokémona, borba s divljim Pokémonima – neukroćenim stvorenjima koje igrači i likovi pronalaze dok kreću na razne avanture – i pripitomljenim Pokémonima drugih Pokémon trenera.

## Etimologijaimena
Ime Nidoking vjerojatno se temelji na engleskoj riječi "needle" = bodlja, istovremeno se odnoseći na njegovu Pokémon sposobnost. S druge strane, moglo bi se temeljiti na 二 ni, dva, ili pak 二度 nido, dvaput/dva stupnja, odnoseći se na slične karakteristike evolucijskih lanaca obaju spola Nidorana. Također je moguće da se temelji na riječi "cnidocyte", otrovne stanice koju sadržavaju životinje poput meduza. Riječ "king" = kralj, očito ukazuje na njegov muški spol.

## Pokédex podaci
- Pokémon Red i Blue: Koristi se svom moćnim repom kako bi stegnuo plijen, a zatim mu slomio kosti.
- Pokémon Yellow: Njegova koža nalik čeliku služi mu za moćna obaranja. Njegovi su rogovi toliko oštri da su sposobni probiti i dijamant.
- Pokémon Gold: Udara svojim repom uokolo tijekom borbe. Ako protivnik ustukne, nasrće na njega svojim pozamašnim tijelom.
- Pokémon Silver: Njegov je rep nevjerojatno čvrst i snažan. Ako ga omota oko protivnika, sposoban mu je slomiti kralježnicu s lakoćom.
- Pokémon Crystal: Koristi se svojim snažnim rukama, nogama i repom kako bi izveo snažne napade. Nasilna tuča njegova je specijalnost.
- Pokémon Ruby/Sapphire: Nidokingov snažni rep nosi nevjerojatnu moć. S jednim udarcem, sposoban je srušiti metalni toranj. Kada ovaj Pokémon jednom nasrne, ništa ga ne može zaustaviti.
- Pokémon Emerald: Nidokingov snažni rep nosi nevjerojatnu moć. S jednim udarcem, sposoban je srušiti metalni toranj. Kada ovaj Pokémon jednom nasrne, ništa ga ne može zaustaviti.
- Pokémon FireRed: Prepoznatljiv je po svojoj koži nalik kamenu i dugom rogu. Valja biti oprezan zbog njegovog roga koji sadržava otrov.
- Pokémon LeafGreen: Koristi se svom moćnim repom kako bi stegnuo plijen, a zatim mu slomio kosti.
- Pokémon Diamond/Pearl/Platinum: Jedan zamah njegova moćnog repa može srušiti telefonski stup poput šibice.

## U videoigrama
Nidoking je neprisutan u divljini unutar svih Pokémon videoigara. Jedini način dobivanja Nidokinga jest razvijanje Nidorina putem Mjesečevog kamena. Nidorino se zauzvrat razvija iz Nidoran♂ na 16. razini.
Nidoking je jedinstvenog Otrovnog/Zemljanog tipa, te je jedini Pokémon (uz Nidoqueen) kojeg krasi jedinstvena kombinacija ovih tipova.

## Tehnike
| Prirodne tehnike                    | Prirodne tehnike | Prirodne tehnike |
| ----------------------------------- | ---------------- | ---------------- |
| Tehnika                             | Vrsta tehnike    | Razina           |
| Opaki pogled (Leer)                 | Normalni         |                  |
| Kljucanje (Peck)                    | Leteći           |                  |
| Dvostruki udarac (Double Kick)      | Borbeni          |                  |
| Fokusiranje energije (Focus Energy) | Normalni         |                  |
| Mlaćenje (Thrash)                   | Normalni         | 23               |
| Moć zemlje (Earth Power)            | Zemljani         | 43               |
| Mega rog (Megahorn)                 | Buba             | 58               |

## Statistike
| HP:      | 81 |  |
| Attack:  | 92 |  |
| Defense: | 77 |  |
| Special: | 75 |  |
| SpAtk:   | 85 |  |
| SpDef:   | 75 |  |
| Speed:   | 85 |  |

Statistika Special korištena je samo tijekom prve generacije; kasnije je podijeljenja na Special Attack i Special Defense statistike.

## U animiranoj seriji
Gary Oak posjeduje Nidokinga koji se prvi put pojavio u epizodi The Battle of the Badge.
Tijekom epizode DP128, Nidoking se pojavio pod vlasništvom Paula, Ashovog protivnika. Koristio ga je u borbi protiv Battle Frontier mozga Brandona i njegovog Registeela.